# Universidad de Goroka
La Universidad de Goroka (en inglés: University of Goroka) es una universidad en la provincia de las tierras altas orientales de Papúa Nueva Guinea. Se ofrece enseñanza en tres facultades (Educación, Ciencias y Humanidades) y en dos escuelas (Estudios de Postgrado y Aprendizaje Flexible). La universidad también tiene un brazo de consultoría, UniGor Consultancy Limited, con proyectos de casi 7 millones de Kinas.
El anterior (en funciones) vicerrector, Dr. Michael Mel, fue galardonado con el Premio Príncipe Claus en 2006.